# Gerold von Genf
Gerold von Genf (in der älteren Literatur irrtümlich Gerold II. von Genf) († vor 1080) war im 11. Jahrhundert Graf von Genf.

## Leben
Die Abstammung Gerolds ist nicht gesichert. Der Name seines Vaters ist nicht überliefert, hingegen derjenige seiner Mutter Bertha, und zwar in einem Brief von Rainald von Burgund an Wilhelm VIII. von Aquitanien aus dem Jahr 1043. Der Vorname Bertha kommt im Geschlecht der Rudolfinger, Könige von Burgund, auch sonst vor, und die Forschung geht daher davon aus, Gerolds Grossmutter sei eine Schwester des letzten burgundischen Königs Rudolfs III. und Gerold von Genf damit ein Nachfahre des Königs Konrad III. von Burgund gewesen.
Er wird als Stammvater der nach ihm so bezeichneten Geroldiner angesehen, die vom 11. bis ins späte 14. Jahrhundert die Grafschaft Genf und eine weite Region am Genfersee  beherrschten (ihr Titel lautet comes gebennensis ). Diese Familie erscheint wie andere noble Geschlechter des Burgunderreichs in den Geschichtsquellen des 11. Jahrhunderts, und sie war einer der Kontrahenten der Grafen von Savoyen.
Von Gerolds Leben weiss man fast nichts, und es gibt auch keine von ihm ausgestellte oder signierte Urkunde. Er wird erstmals im Jahr 1032 erwähnt. Bischof Kuno von Maurienne war sein Bruder, und auch mit dem Bischof Gerold von Genf könnte er verwandt sein. Graf Gerolds Sohn Aymon war sein Nachfolger im Amt des Grafen von Genf von 1080 bis 1128.
Beim Übergang des Königreichs Burgund an das Heilige Römische Reich im Jahr 1032 (Régeste genevois, S. 50, Nr. 183) war Graf Gerold einer der Gegner Kaiser Konrads II., dessen Zugriff auf Burgund er als Anhänger des Grafen Odo von Blois abwehren wollte. Im Krieg um die Vorherrschaft im Rhonegebiet von 1033 bis 1034 gewann der Kaiser mit der Unterstützung durch den Grafen Humbert von Maurienne, der mit einem italienischen Heer über den Grossen Sankt Bernhard nach Burgund und bis nach Genf gekommen war, die Oberhand. Während Odo in der Champagne noch bis zu seinem Tod im Jahr 1037 weiter gegen den Kaiser kämpfte, mussten die burgundischen Adligen, darunter Graf Gerold von Genf, dessen Hoheit über Burgund anerkennen. Konrad II. liess sich in Genf zum zweiten Mal zum König von Burgund krönen.
Im Jahr 1044 erhob sich Graf Gerold wiederum gegen das Reich. Zusammen mit Graf Rainald I. von Burgund kämpfte er gegen König Heinrich III., doch wurden sie in dessen Auftrag von Graf Ludwig von Mousson besiegt und mussten sich auch diesem König unterwerfen; dies geschah bei einem Reichstag im Jahr 1045 in Solothurn. Auch die Annalen von St. Gallen erwähnen Gerold von Genf unter den Rebellen gegen das Reich.
Gerold heiratete um 1050 Gisela von Burgund. Von ihren Kindern sind Johanna von Genf, die Ehefrau des Grafen Amadeus von Maurienne, und Kuno bekannt. Graf Gerolds Todesjahr ist nicht bekannt. Im Jahr 1080 erwähnt eine Geschichtsquelle als Graf von Genf erstmals seinen Sohn Aymon, den er mit seiner zweiten Frau Thietburga hatte, der Tochter des Grafen Amadeus I. von Savoyen.